# Синтра
Си́нтра (порт.  Sintra; ['sĩtɾɐ]) — город в Португалии, центр одноимённого муниципалитета в составе округа Лиссабон. Численность населения — 27 тыс. жителей (город), 377,8 тыс. жителей (муниципалитет). Город входит в Лиссабонский регион, в субрегион Большой Лиссабон. Входит в агломерацию Большой Лиссабон. По старому административному делению входил в провинцию Эштремадура.

## Расположение
Город расположен в 23 км северо-западнее города Лиссабон. В 18 километрах от города находится мыс Рока — самая западная точка Евроазиатского континента.
Муниципалитет граничит:
- на севере — муниципалитет Мафра
- на востоке — муниципалитеты Лореш и Одивелаш
- на юго-востоке — муниципалитет Амадора
- на юге — муниципалитеты Оейраш и Кашкайш
- на западе — Атлантический океан

## Население
| Население муниципалитета Синтра (1801—2004) | Население муниципалитета Синтра (1801—2004) | Население муниципалитета Синтра (1801—2004) | Население муниципалитета Синтра (1801—2004) | Население муниципалитета Синтра (1801—2004) | Население муниципалитета Синтра (1801—2004) | Население муниципалитета Синтра (1801—2004) | Население муниципалитета Синтра (1801—2004) | Население муниципалитета Синтра (1801—2004) |
| ------------------------------------------- | ------------------------------------------- | ------------------------------------------- | ------------------------------------------- | ------------------------------------------- | ------------------------------------------- | ------------------------------------------- | ------------------------------------------- | ------------------------------------------- |
| 1801                                        | 1849                                        | 1900                                        | 1930                                        | 1960                                        | 1981                                        | 1991                                        | 2001                                        | 2011                                        |
| 12 486                                      | 17 129                                      | 26 074                                      | 37 986                                      | 79 964                                      | 226 428                                     | 260 951                                     | 363 749                                     | 377 835                                     |

## История
Город основан в 1154 году. До этого на этом месте находилась одноимённая крепость.

## Упоминания города в исторических романах
30 августа 1808 года в Синтре было подписано соглашение, по которому французские войска Жюно должны были покинуть Португалию.

## Достопримечательности
Синтра и окрестности являются объектом Всемирного наследия ЮНЕСКО из-за находящихся на территории района многочисленных достопримечательностей.
В самом городе расположен Национальный дворец Синтры, а в прилегающей горно-лесопарковой зоне (Serra de Sintra) — дворец Пена и полуразрушенный Замок мавров.
Неподалёку от города расположен изысканный Дворец Монсеррат и Монастырь капуцинов.
Старый мавританский город с крепостью, которую взял король Афонсу I в 1147 г., уже в средние века служил летней резиденцией португальских королей.
В Синтре находится знаменитое поместье Кинта да Регалейра, на территории которого находится Дворец Регалейра и красивый парк — достопримечательность Португалии, которая вошла в список Всемирного наследия ЮНЕСКО.
От Синтры к океану проложена трамвайная линия, которая одновременно является «живым» музеем, так как на ней ходят старинные трамваи, построенные более ста лет назад.
|  |

|  |

|  |

|  |

|  |  |  |

|  |  |  |

|  |

|  |

|  |

|  |

|  |

|  |

|  |

|  |

|  |

|  |

|  |

|  |  |  |

|  |  |  |

|  |

|  |

|  |

|  |

|  |

|  |

|  |

|  |

|  |

|  |

|  |

|  |  |  |

|  |  |  |

|  |

|  |

|  |

|  |

|  |

|  |

|  |

|  |

|  |

|  |

|  |

|  |  |  |

|  |  |  |

|  |

|  |

|  |

|  |

|  |

|  |

|  |

## Районы
| - Агуалва - Алгейран - Мен-Мартинш - Алмаржен-ду-Бишпу - Белаш - Казал-ди-Камбра - Касен - Келуш - Колариш - Массама - Мира-Синтра | - Монте-Абраан - Монтелавар - Перу-Пиньейру - Риу-ди-Мору - Сан-Жуан-даш-Лампаш - Сан-Маркуш - Сан-Мартинью - Сан-Педру-ди-Пенаферрин - Санта-Мария-и-Сан-Мигел - Терружен |

## Фотогалерея

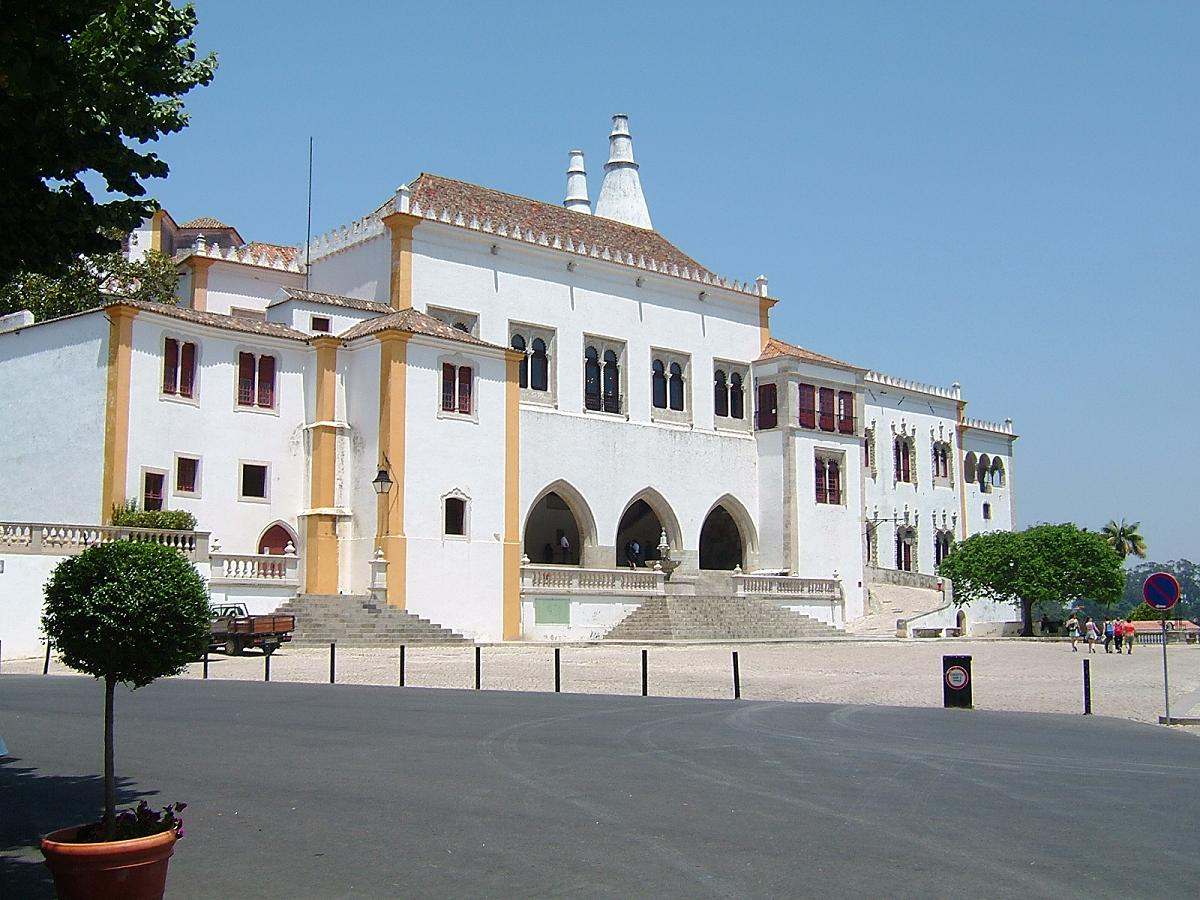
Дворец Синтра
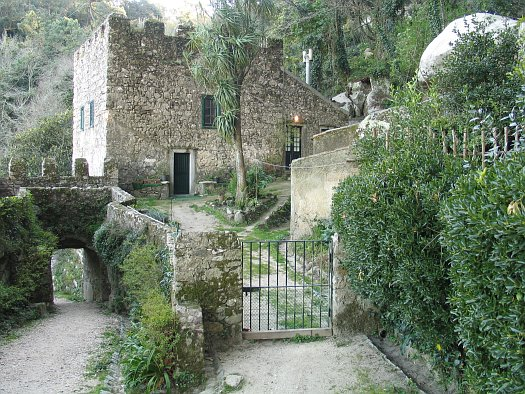
Замок мавров (Синтра)
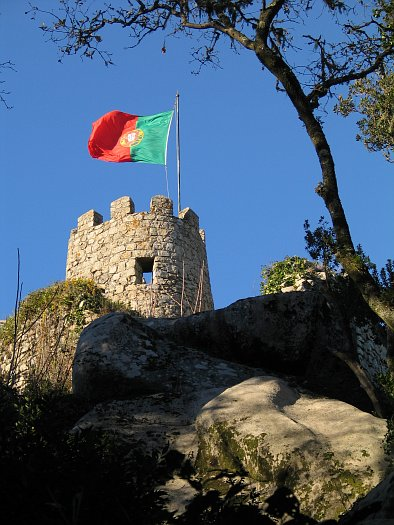
Флаг над замком
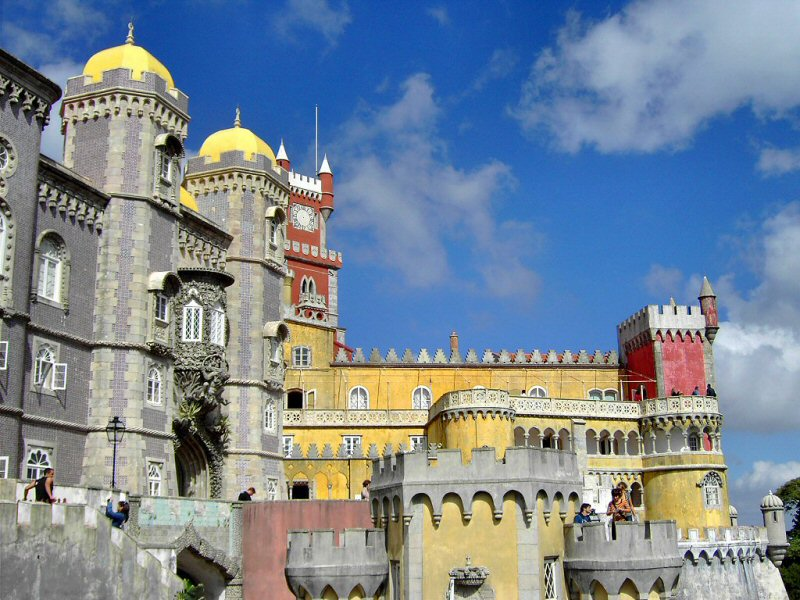
Дворец Пена
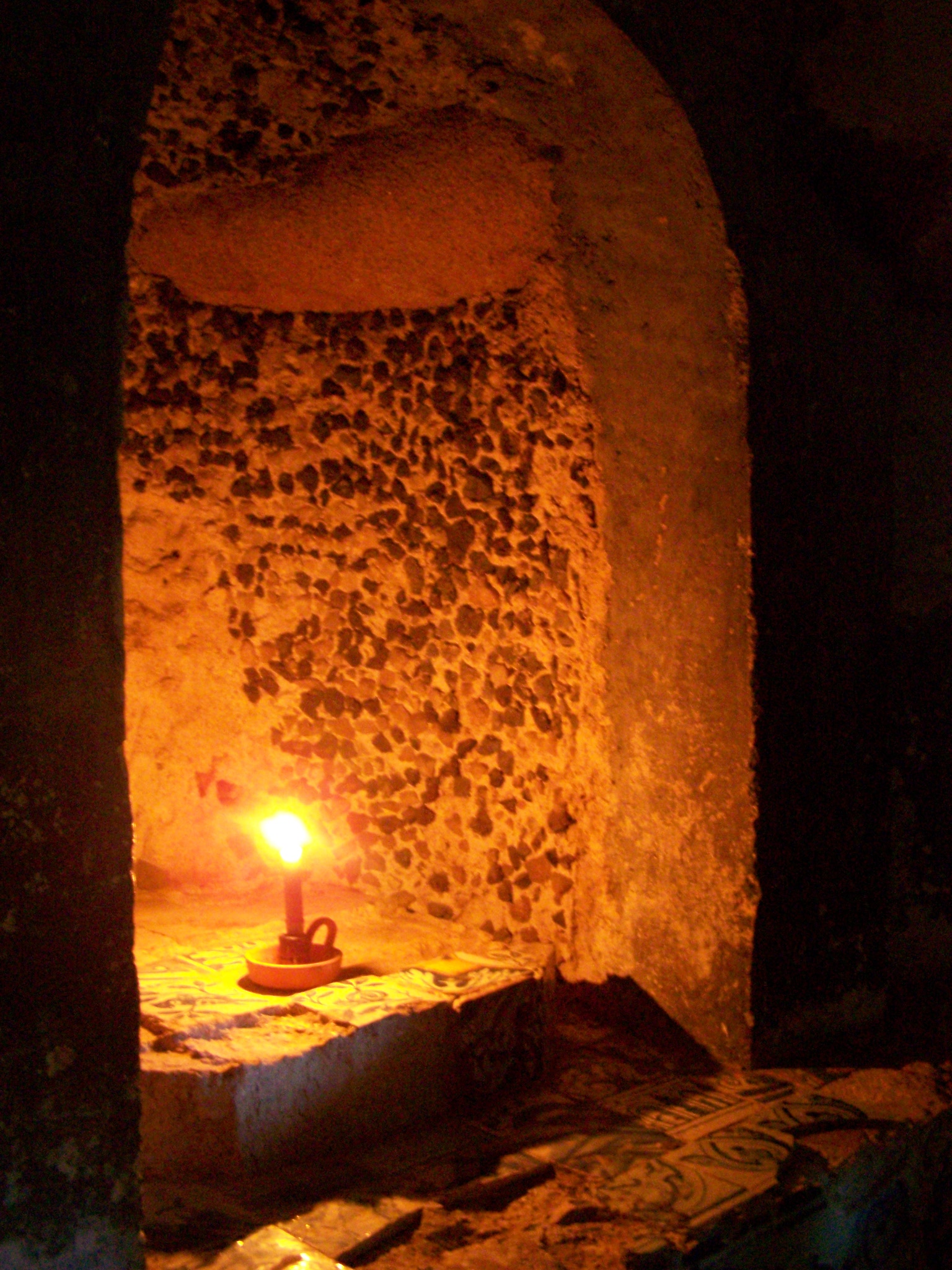
Монастырь Капуцинов.

## Синтра и часовая промышленность
Город дал название линейке швейцарских часов бренда Rado.